# 高冠曲花紫堇
高冠曲花紫堇（学名：Corydalis curviflora sp. altecristata）为罂粟科紫堇属下的一个亚种。

## 扩展阅读
- 維基物種上的相關：高冠曲花紫堇